# Iranski Gruzijci
Iranski Gruzijci ili Iranski Gruzini (gruz. ირანის ქართველები, perzijski: گرجی‌های ایران) su građani Irana, a etnički Gruzini, te sačinjavaju jednu od etničkih grupa koja živi u Iranu. Sadašnja Gruzija bila je podložna Iranu od 16. stoljeća, kada su na vlasti bili Safavidi, do ranog 19. stoljeća. Šah Abas, njegovi prethodnici i nasljednici na silu se razmjestili stotine tisuća kršćanskih i židovskih Gruzina, kako bi umanjili moć Kizilbašija, razvijali industiju, ojačali vojsku i naselili novoizgrađene gradove u različitim područjima Irana, uključujući i provincije Isfahan i Mazandaran. Određeni broj je dobrovoljno migrirao kroz stoljeća. Gruzinska zajednica Ferejdunšahr je zadržala svoj jasan gruzinski identitet i dan-danas, ali su usvojili neke aspekte iranske kulture poput perzijskog jezika i dvanaestnike šiitskog islama, kako bi lakše bili uklopljeni u društvo.
Gruzijskim jezikom se koristi manjina Iranskih Gruzina. Njihov centar u Iranu nalazi se u Ferejdunšahru, malom gradu, 150 km zapadno od Ifsahana, povijsno poznatom kao Feridun. Oko Ferejdunšahra nalazi se još nekolicina gruzijskih gradova i sela. Upravo na ovom području najbolje se zadržao gruzinski identitet, kada se uspoređuje s ostalim mjestima u Iranu, te većina ljudi govori i razume gruzijski jezik. Bilo je i drugih kompaktnih naselja u Horasanu (Abasabad), Mazandaranu (Behšaher i Farah Abad), Gilanu, Isfahanu (Nadžafabad, Badrud, Jazdanšahr i Amir Abad). Ta se područja nazivaju "Gordži Mahala", ili u doslovnom prijevodu "Gruzijska četvrt". Mnogi Gruzini ili Iranci koji su djelomično podrijetlom Gruzini žive u većim iranskim gradovima poput Teherana, Rašta, Karadža i Širaza. Mnoge od tih zajednice ne govore gruzijskim jezikom, ali su zadržali neke aspekte gruzijske kulture i svjesni su svog gruzinskog podrijetla. Neki tvrde da su Iranski Gruzini zadržali ostatke kršćanskih tradicija, ali nema za to dokaza, jer oni poštuju šijitsku tradiciju.